# چمچرود
چمچرود، روستایی از توابع بخش زاگرس شهرستان چرداول در استان ایلام ایران است.اولین قوم که در منطقه چمچرود زندگی میکردن قوم خزل بودند (حدودا۶۰۰ سال پیش) جنگجویان این ایل بزرگ برای کمک به سپاه ایران و شرکت در جنگ نهاوند عازم آنجا شده و بعد جنگ در آنجا سکنی گزیده اند. لذا هر کدام از این دو نظریه رابپذیریمدر اواخر عهد ساسانی و یا پیش از آن خزل در چرداول بوده است وجود قبرهای بسیار قدیمی چم چرود با قدمت ۵۰۰ تا ۶۰۰ ساله مربوط به خزل .و قوم بعدی که سکونت کرد  کدخدا لر امیر فرزند جمشید بوده است جمشید ساکن الشتر بوده است تاریخ وفات لر امیر در قبرستان چمچرود ۱۲۱۱ بوده بعد لر امیر فرزند ان کدخدا شهر امیر بوده که حدودا ۱۰ سال کد خدا بود  زبان مردم چمچرود لَکی است 

## جمعیت
این روستا در دهستان بیجنوند قرار دارد و براساس سرشماری مرکز آمار ایران در سال ۱۳۸۵، جمعیت آن ۱۸۴ نفر (۴۴خانوار) بوده‌است.